# Slot
Slot (ryska: Слот) är ett ryskt metalband. Bandet bildades av sångaren och låtskrivaren Igor Lobanov och gitarristen Sergey Bogolyobskij 2002 i Moskva, Ryssland. 2003 släppte de sitt debutalbum Slot 1.

## Medlemmar
Nuvarande medlemmar
- Igor "Cache" Lobanov (Игорь «КЭШ» Лобанов) — sång, MC (2002– )
- Sergey "ID" Bogolyobskij (Сергей «ID» Боголюбский) — gitarr (2002– )
- Daria "Nookie" Stavrovich (Дария «Нуки» Ставрович) — sång (2006– )
- Nikita Muravyov (Никита Муравьев) — basgitarr (2014– )
- Vasilij Gorsjkov (Василий Горшков) — slagverk (2015– )

Tidigare medlemmar
- Denis "Dan" Chromyk (Денис «Дэн» Хромых) — basgitarr (2002–2004)
- Alexsej "Proff" Nazachuk (Алексей «Proff» Назарчук) — trummor (2002–2004)
- Teona "Teka" Dolnikova (Теона «Teka» Дольникова) — sång (2002–2003)
- Uljana "IF" Elina (Ульяна «IF» Елина) — sång (2003–2006)
- Mikhail "mikhei4" Korolev (Михаил «muxeu4» Королёв) — basgitarr (2004–2006)
- Mikhail "MiX" Petrov (Михаил «MiX» Петров) — basgitarr (2006–2009)
- Nikita "NiXon" Simonov (Никита «NiXon» Симонов) — basgitarr (2009–2014)
- Kirill "Mr. Dude" Katjanov (Кирилл «Дуду» Качанов) — slagverk (2004–2015)

## Diskografi (urval)
Studioalbum
- 2003 – SLOT1
- 2006 – 2 войны
- 2007 – 2 войны (med sång av "Nookie")
- 2007 – Тринити (Trinity)
- 2008 – Кислота Первая Капля (remixalbum)
- 2009 – 4ever
- 2011 – Break The Code
- 2011 – F5
- 2013 – Шестой
- 2016 – Septima

Singlar
- 2003 – "Одни"
- 2006 – "2 войны"
- 2007 – "Мёртвые Звёзды"
- 2007 – "Тринити"
- 2008 – "Они убили Кенни"
- 2009 – "Alfa-Ромео + Beta-Джульетта"
- 2009 – "АнгелОК"
- 2009 – "А. Н. И. М. Е."
- 2010 – "Доска"
- 2010 – "Mirrors" / "Зеркала" (första singeln utgiven samtidig på ryska och engelska)
- 2010 – "Lego" / "Лего"
- 2011 – "Kill Me Baby One More Time"
- 2011 – "Twilight" / "Сумерки"
- 2013 – "If" / "Если"
- 2013 – "Knee-Deep" / "Поколено"
- 2014 – "Glass Of Revolution" / "Стёкла Революции"
- 2015 – "Attractive Force" / "Сила Притяжения"